# Cu capul în nori (film)
Head in the clouds este un film în regia lui John Duigan, o coproducție canado-britanică produsă în anul 2004. 

## Acțiune
Filmul este o dramă petrecută în perioada anilor 1930. Gilda este fiica unui viticultor francez bogat și a unei americane.În film apar o serie de femei frivole studente în Cambridge. Acțiunea se continuă în Paris unde Gilda duce o viață bisexuală, având mai mulți amanți. Ea căutând să ignore războiul, Guy unul din amanți ei face parte din rezistența franceză, pe când Gilda are o aventură cu un ofițer german care moare la intrarea trupelor aliate în Paris, iar ea este maltrată de populația franceză.

## Distribuție
```
   
Charlize Theron
: Gilda Bessé
   
Penélope Cruz
: Mia
   
Stuart Townsend
: Guy
   
Thomas Kretschmann
: Frans Bietrich
   
Steven Berkoff
: Charles Bessé
   
David La Haye
: Lucien
   
Karine Vanasse
: Lisette
   
Gabriel Hogan
: Julian Elsworth
   
Peter Cockett
: Max
```